# Marathon de Londres 2007
Navigation
2006 2008
Le Marathon de Londres de 2007 est la 27e édition du Marathon de Londres au Royaume-Uni qui a eu lieu le dimanche 22 avril 2007. C'est le deuxième des World Marathon Majors à avoir lieu en 2007 après le Marathon de Boston. Le Kényan Martin Lel remporte la course masculine avec un temps de 2 h 7 min 41 s. Chez les femmes, Zhou Chunxiu devient la première athlète chinoise à remporter cette épreuve en s'imposant en 2 h 20 min 38 s.

## Résultats

### Hommes
| Rang | Athlète             | Nationalité    | Temps           |
| ---- | ------------------- | -------------- | --------------- |
|      | Martin Lel          | Kenya          | 2 h 07 min 41 s |
|      | Abderrahim Goumri   | Maroc          | 2 h 07 min 44 s |
|      | Felix Limo          | Kenya          | 2 h 07 min 47 s |
| 4    | Jaouad Gharib       | Maroc          | 2 h 07 min 54 s |
| 5    | Hendrick Ramaala    | Afrique du Sud | 2 h 07 min 56 s |
| 6    | Paul Tergat         | Kenya          | 2 h 08 min 05 s |
| 7    | Ryan Hall           | États-Unis     | 2 h 08 min 24 s |
| 8    | Marilson dos Santos | Brésil         | 2 h 08 min 37 s |
| 9    | Dan Robinson        | Royaume-Uni    | 2 h 14 min 14 s |
| 10   | Andi Jones          | Royaume-Uni    | 2 h 17 min 49 s |

### Femmes
| Rang | Athlète          | Nationalité | Temps           |
| ---- | ---------------- | ----------- | --------------- |
|      | Zhou Chunxiu     | Chine       | 2 h 20 min 38 s |
|      | Gete Wami        | Éthiopie    | 2 h 21 min 45 s |
|      | Constantina Diţă | Roumanie    | 2 h 23 min 55 s |
| 4    | Salina Kosgei    | Kenya       | 2 h 24 min 13 s |
| 5    | Lornah Kiplagat  | Pays-Bas    | 2 h 24 min 46 s |
| 6    | Mara Yamauchi    | Royaume-Uni | 2 h 25 min 41 s |
| 7    | Benita Johnson   | Australie   | 2 h 29 min 47 s |
| 8    | Liz Yelling      | Royaume-Uni | 2 h 30 min 44 s |
| 9    | Inga Abitova     | Russie      | 2 h 34 min 25 s |
| 10   | Berhane Adere    | Éthiopie    | 2 h 39 min 11 s |

### Fauteuils roulants (hommes)
| Rang | Athlète | Nationalité | Temps |
| ---- | ------- | ----------- | ----- |
|      |         |             |       |
|      |         |             |       |
|      |         |             |       |

### Fauteuils roulants (femmes)
| Rang | Athlète | Nationalité | Temps |
| ---- | ------- | ----------- | ----- |
|      |         |             |       |
|      |         |             |       |
|      |         |             |       |